# Apareiodon argenteus
Apareiodon argenteus är en fiskart som beskrevs av Carla Simone Pavanelli och Heraldo A. Britski 2003. Apareiodon argenteus ingår i släktet Apareiodon och familjen Parodontidae.